# Ройо
Ройо, також Рео (дав.-гр. Ῥοιώ, трансліт. Rhoiṓ) — дочка Стафіла, сина Діоніса, і Хрісотеміди, сестра Партеноса та Молпадії або Гемітеї.

## Міфологія
Парфеній розповідає, що колись вона відчула сильну заздрість до своєї сестри Гемітеї, коли Стафіл влаштував останню провести ніч з Лірком, його гостем, якого полюбили і Гемітея, і Рео.
Вона стала коханкою Аполлона, а ним — матір'ю Анія. Коли її батько виявив її вагітність, він повірив, що її запліднила людина, а не бог. Він поклав її в скриню і викинув у море (паралельно Данаї та Персею). Її прибило до священного для Аполлона острові Делос.
На острові вона народила сина і назвала його Анієм (ніби від ἀνιάομαι «страждати»); потім вона поставила його на вівтар Аполлона і молилася богу, щоб немовля було врятовано, якщо воно було його. Аполлон деякий час приховував дитину, а потім виховував його і навчав мистецтву ворожіння і надавав йому певні почесті.
Рео врешті-решт вийшла заміж за Зарекса, сина Кариста або Карика, який прийняв Анія як свого сина. З ним у неї було ще двоє дітей. Пізніше, ставши жрецем Аполлона і царем Делоса, Аній надав допомогу Енею та його свиті, коли вони їхали з Трої до майбутнього місця Риму.
Одне джерело згадує Рео як можливу матір Ясона з Есоном.